# Феклістовка
Феклі́стовка (каз. Феклистовка) — село у складі Алтайського району Східноказахстанської області Казахстану. Адміністративний центр Сєверного сільського округу.
Населення — 294 особи (2021; 403 у 2009, 641 у 1999, 841 у 1989).
Національний склад станом на 1989 рік:
- росіяни — 60 %
- казахи — 36 %